# Samuele Birindelli
Samuele Birindelli, né le 19 juillet 1999 à Pise en Italie, est un footballeur italien qui évolue au poste d'arrière droit à l'AC Monza.

## Biographie

### AC Pise
Né à Pise en Italie, Samuele Birindelli est formé par le club de sa ville natale, l'AC Pise 1909. Il est lancé dans le monde professionnel par son entraîneur, Gennaro Gattuso, le 29 novembre 2016 en coupe d'Italie face au Torino FC, contre qui son équipe s'incline lourdement par quatre buts à zéro. Il fait sa première apparition en Serie B le 24 décembre de la même année face à Spezia Calcio. Les deux équipes se neutralisent ce jour-là (0-0). 
Pise est relégué en Serie C à l'issue de la saison 2016-2017, ce qui permet toutefois à Birindelli de gagner en temps de jeu à l'échelon inférieur où il s'impose comme un joueur régulier de l'équipe première. Il inscrit son premier but en équipe première le 5 mars 2019 contre Pro Verceil en championnat, où il donne la victoire à son équipe dans les derniers instants du match (2-1).
Le club fait son retour en Serie B lors de la saison 2019-2020.

### AC Monza
Le 7 juillet 2022, Samuele Birindelli quitte son club de toujours et s'engage en faveur de l'AC Monza pour un contrat courant jusqu'en juin 2026.
Birindelli joue son premier match pour Monza le 7 août 2022, lors d'une rencontre de coupe d'Italie face au Frosinone Calcio. Il est titularisé et son équipe s'impose par trois buts à deux.

### En sélection nationale
Samuele Birindelli compte deux sélections avec l'équipe d'Italie des moins de 18 ans, toutes les deux obtenues en 2017.

## Vie personnelle
Samuele Birindelli est le fils d'Alessandro Birindelli, ancien footballeur professionnel.